# Jacob Gilyard
Jacob Gilyard (Kansas City, Misuri; 14 de julio de 1998) es un baloncestista estadounidense que actualmente se encuentra sin equipo. Con 1,73 metros de estatura, juega en la posición de base.

## Trayectoria deportiva

### Universidad
Jugó cinco temporadas con los Spiders de la Universidad de Richmond, en las que promedió 13,2 puntos, 5,1 asistencias, 2,9 rebotes y 3,0 robos de balón por partido. En su segunda temporada promedió 16,2 puntos, 5,2 asistencias y 2,8 robos de balón por partido, siendo incluido en el segundo mejor quinteto de la Atlantic 10 Conference y en el mejor quinteto defensivo. Se unió a Allen Iverson y Jason Kidd como los únicos jugadores de la División I de la NCAA desde 1992 en lograr al menos 868 puntos, 290 asistencias y 177 robos al final de su temporada sophomore.
Fue el líder en robos de balón de la NCAA en 2020 y 2021, y acabó como el máximo ladrón de balones de la División I de la NCAA, con 466.

#### Estadísticas
| Año     | Equipo   | PJ  | PT  | MPP  | %TC  | %3P  | %TL  | RPP | APP | ROB | TPP | PPP  |
| ------- | -------- | --- | --- | ---- | ---- | ---- | ---- | --- | --- | --- | --- | ---- |
| 2017–18 | Richmond | 32  | 32  | 36.4 | .452 | .384 | .836 | 2.2 | 4.1 | 2.8 | .0  | 11.4 |
| 2018–19 | Richmond | 31  | 31  | 37.3 | .472 | .363 | .771 | 2.9 | 5.2 | 2.8 | .0  | 16.2 |
| 2019–20 | Richmond | 31  | 31  | 36.6 | .468 | .367 | .802 | 3.1 | 5.7 | 3.2 | .2  | 12.7 |
| 2020–21 | Richmond | 23  | 23  | 37.7 | .410 | .336 | .842 | 3.0 | 5.0 | 3.6 | .0  | 12.3 |
| 2021–22 | Richmond | 37  | 37  | 38.5 | .395 | .360 | .860 | 3.5 | 5.4 | 2.9 | .2  | 13.3 |
| Total   | Total    | 154 | 154 | 37.3 | .439 | .362 | .820 | 2.9 | 5.1 | 3.0 | .1  | 13.2 |

### Profesional
Tras no ser elegido en el Draft de la NBA de 2022, el 23 de septiembre firmó contrato con los Memphis Grizzlies, pero fue cortado antes del comienzo de la temportada. El 4 de noviembre apareció su nombre en la plantilla del filial en la G League, los Memphis Hustle.
El 8 de abril de 2023 firmó un contrato dual con los Memphis Grizzlies. Fue despedido el 24 de febrero de 2024.
El 2 de marzo de 2024 firmó un contrato dual con los Brooklyn Nets.
El 24 de septiembre de 2024 firmó contrato con los Cleveland Cavaliers, pero fue despedido el 19 de octubre. Una semana después se uniá a los Cleveland Charge.
En marzo de 2025 firmó hasta final de temporada con el Niners Chemnitz de la Basketball Bundesliga alemana.

## Estadísticas de su carrera en la NBA

### Temporada regular
| Año     | Equipo   | PJ | PT | MPP  | %TC  | %3P  | %TL   | RPP | APP | ROB | TPP | PPP |
| ------- | -------- | -- | -- | ---- | ---- | ---- | ----- | --- | --- | --- | --- | --- |
| 2022-23 | Memphis  | 1  | 0  | 40.8 | .333 | .333 | —     | 4.0 | 7.0 | 3.0 | .0  | 3.0 |
| 2023-24 | Memphis  | 37 | 14 | 17.7 | .417 | .425 | 1.000 | 1.2 | 3.5 | .7  | .1  | 4.7 |
| 2023-24 | Brooklyn | 4  | 0  | 11.3 | .000 | .000 | —     | .8  | 1.5 | 1.5 | .0  | .0  |
| Total   | Total    | 42 | 14 | 17.6 | .399 | .403 | 1.000 | 1.2 | 3.4 | .9  | .1  | 4.2 |